# 洁敬堂
洁敬堂位于中国山西省运城市盐湖区东城街道东阜社区府东街阜巷36号。
洁敬堂已公布为盐湖区文物保护单位，古建筑类，年代为清。